# Amy Dempsey
Amy Jo Dempsey, FRSA (n. 22 decembrie 1963) este un cercetător independent, critic și istoric de artă american - britanic.
Cartea sa Styles, schools and movements - Stiluri, școli și mișcări [artistice] (2002) a primit vari comentarii pozitive, a fost editată în două ediții și a fost tradusă în mai multe limbi.

## Biografie

### Viață timpurie
Născută în 1963, Amy Dempsey a trăit în 17 locuri diferite înainte de vârsta de 10 ani.  Amy fost un membru timpuriu al Clubului Expozițional Oakview (în engleză Oakview Exhibitional Club), unde a excelat la monociclu, roata germană de gimnastică și echilibru triplu, printre alte arte ale gimnasticii.
De asemenea, a fost campioană la cusut la Târgul 4-H, câștigând numeroase panglici albastre și participând la Târgul de Stat din Virginia (în engleză Virginia State Fair), de mai multe ori. Era cunoscută în mod special pentru celebra „rochie galbenă”, al cărei tiv necesita multe yarzi de muncă minuțioasă la ac.
A studiat la Hunter College din New York sub îndrumarea lui Rosalind Krauss înainte de a obține doctoratul de la Courtauld Institute din Londra, pe tema Prietenia dintre America și Franța: Un nou internaționalism, 1961 – 1965. 

### Scriituri
Prima carte a lui Dempsey a fost Styles, schools and movements, - Stiluri, școli și mișcări [artistice], publicată de Thames & Hudson în 2002, care a fost tradusă în mai multe limbi. O a doua ediție extinsă a fost publicată în 2010.
A doua ei carte a fost Destination Art (2006) pe tema artei de teren (în engleză Land Art). Au urmat apoi, în seria Art Essentials, lucrările Surrealism - Suprarealism și Modern Art - Arta modern(ist)ă, toate trei fiind publicate de editura Penguin - Random House. 
Amy (Jo) Dempsey este membră a Royal Society of Arts, în engleză, Fellow of Royal Society of Arts (FRSA).

### Publicații
- Styles, schools and movements: The essential encyclopaedic guide to modern art – Stiluri, școli și mișcări - Thames & Hudson, prima ediție, 2002, a doua ediție, 2010, ISBN 0500237883
- Art in the modern era: A guide to styles, schools, & movements -  Destination art – Arta în era modernă: Un ghid pentru stiluri, școli & mișcări - Destinația artă — Abrams, 2002 (ediția din  Statele Unite ale Americii a lucrării Styles, Schools and Movements - ISBN 978-0810941724) — Ediția britanică, Thames & Hudson, Londra, 2006 - ISBN 9780500238325
- Museu Berardo: An itinerary – Muzeul Berado, un itinerar — Thames & Hudson, London, 2007 (co-autor) - ISBN 978-0500287002
- În seria Art Essentials - Esențialele artei
  - Destination Art - Destinația artă, pe tema artei de teren (în engleză Land Art) - (2006)
  - Surrealism - Suprarealism și
  - Modern Art - Arta modern(ist)ă

- În pregătire (programat pentru februarie 2026) — Female Body in Art – Corpul femeii în artă[7]